# أندرو تانغ
أندرو تانغ (بالإنجليزية: Andrew Tang)‏ هو لاعب شطرنج أمريكي، ولد في 29 نوفمبر 1999 في نابرفيل في الولايات المتحدة.

## وصلات خارجية
- أندرو تانغ على موقع الاتحاد الدولي للشطرنج (الإنجليزية)
- أندرو تانغ على موقع مباريات الشطرنج (الإنجليزية)
- أندرو تانغ على موقع 365Chess.com (الإنجليزية)
- أندرو تانغ على موقع Chesstempo.com (الإنجليزية)
- أندرو تانغ على موقع الاتحاد الأمريكي للشطرنج (الإنجليزية)